# Lance Lim
Lance Dae Lim – amerykański aktor, znany z roli Zacka Kwana z serialu Szkoła rocka i Runyena z Fisherów.

## Życie i kariera
Urodził się w Los Angeles, z pochodzenia jest Koreańczykiem. Przed swoją przełomową rolą w serialu Fisherowie, rywalizował w południowokoreańskim programie MBC's Star Audition. Lim ma na swoim koncie role w różnych serialach telewizyjnych, takich jak: Przepis na amerykański sen, Nie ma mowy i Splitting Up Together. W 2018 Lim użyczał głosu Chao w oryginalnej animacji Netflixa - Kaczki z gęsiej paczki. W 2019 został obsadzony w pilotażu The Edge of Seventeen i Hubie Halloween.

## Filmografia

### Filmy
- 2011: Jin - Paul
- 2012: Mandevilla - syn
- 2013: Innocent Blood - Cody
- 2014: The First Minute - Harrison
- 2016: Dzień Niepodległości: Odrodzenie - Camper Kevin
- 2018: Kaczki z gęsiej paczki - Chao
- 2020: Hubie Halloween - Kyle

### Telewizja
- 2012: Kirby Buckets  - dziecko #1 (odc. pilotażowy)
- 2014: Jeden gniewny Charlie - Milo (odc. Charlie Gets Trashed)
- 2014: Fisherowie - Runyen (główna rola)
- 2015-2019: Przepis na amerykański sen - Justin Chen (3 odcinki)
- 2016-2018: Szkoła rocka - Zack Kwan (główna rola)
- 2016-2019: Nie ma mowy - Justin Chang (4 odcinki)
- 2017: An American Girl Story: Ivy & Julie 1976 - A Happy Balance - Andrew Ling
- 2018: Rodzinka od środka - Kevin Casey (odc. Stuck with a New Squad)
- 2018-2019: Splitting Up Together - Gun-Woo (3 odcinki)
- 2019: PEN15 - Eugene (odc. Posh)
- 2021: Magnum: Detektyw z Hawajów - Dennis Katsumoto
- Zapowiedź: The Edge of Seventeen